# Masaru Hidaka
Masaru Hidaka (japanisch 日高 大 Hidaka Masaru; * 14. März 1995 der Präfektur Hiroshima) ist ein japanischer Fußballspieler.

## Karriere
Masaru Hidaka erlernte das Fußballspielen in der Schulmannschaft der Hiroshima Kannon High School sowie in der Universitätsmannschaft der Ryūtsū-Keizai-Universität. Von 2015 bis 2016 spielte er mit Ryūtsū Keizai Dragons Ryūgasaki in der vierten Liga, der Japan Football League. Hier bestritt er 24 Spiele. Seinen ersten Vertrag unterschrieb er am 1. Februar 2017 beim Honda FC. Der Verein aus Hamamatsu spielte in der vierten japanischen Liga. 2017 und 2018 wurde er mit dem Honda FC Meister der Liga. Nach zwei Jahren wechselte er im Januar 2019 zum Iwaki FC. Mit dem Verein aus Iwaki spielte er in der Regionalliga, wo er in der Tōhoku Soccer League Division antrat. Am Ende der Saison wurde er mit Iwaki Meister und stieg in die vierte Liga auf. 2021 wurde er mit Iwaki Meister der vierten Liga und stieg in die dritte Liga auf. Sein Drittligadebüt gab Masaru Hidaka am 13. März 2022 (1. Spieltag) im Auswärtsspiel gegen den Kagoshima United FC. Hier stand er in der Startelf und stand die kompletten 90 Minuten auf dem Spielfeld. Das Spiel endete 1:1. Am Ende der Saison feierte er mit Iwaki die Meisterschaft und den Aufstieg in die zweite Liga. Nach dem Aufstieg verließ er den Verein und schloss sich im Januar 2023 dem Zweitligisten JEF United Ichihara Chiba an.

## Erfolge
Honda FC
- Japan Football League: 2017, 2018

Iwaki FC
- Tōhoku Soccer League Division: 2019  ▲
- Japanischer Viertligameister: 2021  ▲
- Japanischer Drittligameister: 2022  ▲